# Птушкін Володимир Михайлович
Птушкін Володимир Михайлович (нар. 29 січня 1949, Луганськ — пом. 13 квітня 2022, Харків) — український композитор, піаніст, педагог. Заслужений діяч мистецтв України (1993), Народний артист України (2009).

## Біографія
Володимир Михайлович Птушкін народився 29 січня 1949 року у місті Луганськ УРСР, в сім'ї скрипаля і педагога Михайла Марковича Цукермана.
Навчався в Харківському інституті мистецтв. У 1972 році він закінчив фортепіанний факультет (клас доцента Р. Папкової), а потім, в 1973 році — композиторський (клас професора Д. Клебанова). Ще під час навчання почав працювати концертмейстером в Харківському інституті мистецтв.
З 1972 році розпочав працювати завідувачем музичної частини Харківського драматичного театру імені О. С. Пушкіна (нині Харківський академічний драматичний театр). Паралельно з 1978 р. працював на посаді викладача композиції Дитячої музичної школи № 10, викладав музично-теоретичні дисципліни у Харківському державному інституті культури.
У 1993 році В. Птушкіну присвоєно звання Заслужений діяч мистецтв України, у 1997 та у 2011 роках ставав лауреатом Всеукраїнського конкурсу ім. В. Косенка, а у 1998 році — лауреатом Муніципальної премії ім. І Слатіна. В. М. Птушкін в 2003 році взяв участь у Міжнародному композиторському конкурсі, присвяченому 300-річчю С.-Петербурга і став його лауреатом. Член Національної спілки композиторів України.
Творчість Володимира  Михайловича Птушкіна відома далеко за межами рідного міста та країни. Його твори на протягом багатьох років здобули визнання у різних слухачів і охоплює майже всі музичні жанри.
Це відома опера «Дива дивні» (прем'єра відбулась у Дніпропетровську), велика кількість інструментальних концертів, симфонії, камерні та хорові твори, кантати та вокальні цикли на вірші поетів: Данте, Ахматової, Пушкіна, Чичибабіна, поетів епохи Відродження.
Відомі широкому загалу і його музичні твори для дітей: «Дива дивні» (За казкою О. Пушкіна, 1986), дитячі мюзикли — «Солдат і Настінька» (1980), «Ну-мо, Гулівер» (1982), «Пригоди Бартеші» (1983), «Дерев'яний король» (1993) та ін.
В. М. Птушкін відомий музичними творами до театральних вистав. Його музика супроводжувала понад 30 вистав у Харківському академічному драматичному театрі. Серед них вистава за п'єсою О. Островського «Остання жертва», «Макбет» В. Шекспіра, «Последнее лето» К. Симонова та багато інших.
Музика В. Птушкіна, завдяки простоті і відночас сучасності стилю, людяності інтонацій знайшла друге життя у вигляді самостійних сучасних творів. Це фортепіанні ансамблі-сюїти «Мещанин во дворянстве», «Виндзорские проказницы», «Земное и возвышенное», романс «Храни меня, мой талисман» та багато інших творів.
В. Птушкін брав участь у виконанні своїх творів в багатьох концертах різних міст країни та за її межами. Багато виступав як соліст-піаніст та концертмейстер. В його творчому доробку значне місце займають фортепіанні твори, що з успіхом виконуються в концертах, на різних міжнародних конкурсах таких як конкурс Володимира Крайнєва у Харкові, пам'яті В. Горовиця в Києві, ім. Д. Шостаковича у Москві та ін.
В. М. Птушкін спілкувався з митцями з багатьох країн світу. Музику композитора знають в Росії, Польщі, Сербії, Франції, США, Німеччині, Швейцарії, Македонії, Угорщини та у багатьох містах України.
В. М. Птушкін автор духовної кантати на латинський канонічний текст у Ватикані. Багато творів композитора В. Птушкіна ввійшли у Фонд Національного Радіо України.
Особливе місце в творчості займає музика, що написана більш як до 40 вистав драматичних театрів Харкова, Москви, Тбілісі, Чернігова, Ужгорода.

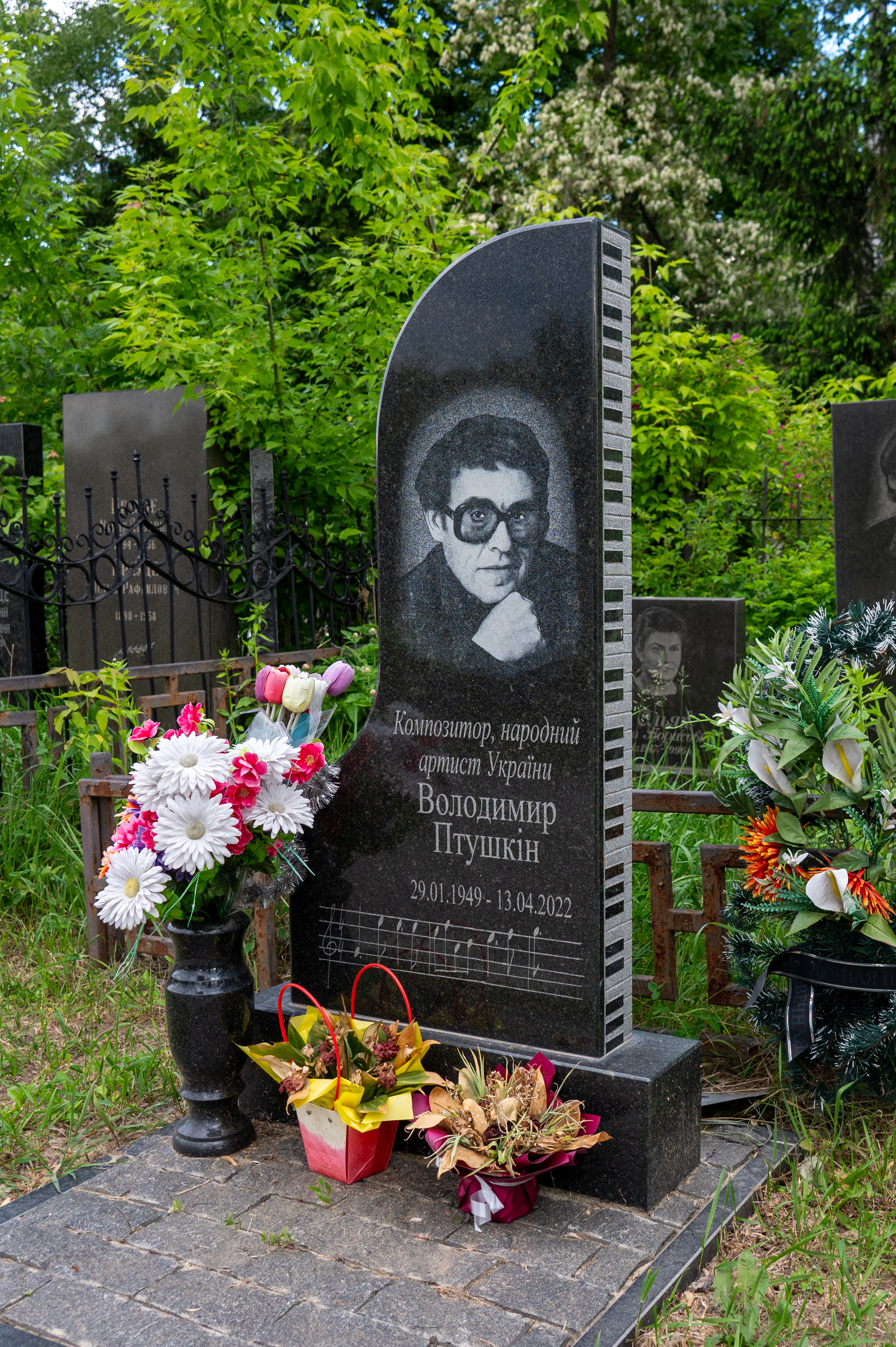
Могила Володимира Птушкіна

Давав авторські концерти у Колонній залі ім. Лисенка, в Національній філармонії України, Харківському національному академічному театрі опери та балету ім. М. Лисенка та в інших концертних залах України.
Знаходився в постійному творчому пошуку, мав власні доробки у галузі мелодичних і ладових гармонічних засобів, що у значній мірі й створює його індивідуальний стиль.
Очолював роботу кафедри композиції у Харківському національному університеті мистецтв ім. І. П. Котляревського.
Пішов з життя 13 квітня 2022 року у Харкові.

## Музичні твори В. Птушкіна
- Твори: для симфонічного оркестру — Скерцино (1967), «Вітальна увертюра» (1978), Симфонія «Камерна» на вірші Ю. Левітанського для баритона, флейти, валторни, струнних, фортепіано та ударних (1980), Концерт (1992), Варіації для симфонічного оркестру та дитячого (жіночого) хору «Присвята Перселу» (2000),
- Сценічні твори — опера-дійство «Дива дивні», лібретто М. Ентіна за казками О. С. Пушкіна (1988, постановка 1992 — Дніпропетровський оперний театр), мюзикли: «Великий малюк Гулівер», лібрето М. Ентіна за Дж. Свіфтом (1982), «Солдат та Настенька», лібрето Б. Брєєва та Ю. Проданова (1980), «Пригоди Бартеші», лібрето Б. Утєнкова та А. Філатова (1983), музичні казки: "Дерев"яний король" лібрето В. Зіміна (1986), «У Лукомор'я дуб зелений…», лібрето М. Ентіна за казками О. С. Пушкіна (1983)
- Вокальні цикли — «Дорога» на вірші Г. Аполінера (1971), «Чотири українські народні пісні» (1971) //Романси українських радянських композиторів. — К.: Муз. Україна, 1972, вип.2, «Забавні картинки» на вірші французьких поетів (1983), «Полночні пісні» на вірші Г. Ахматової (1986), «Чотири вірші В. Маяковського» (1970), «Вірую» на вірші С. Сапєляка (1993), «Нічна музика» на вірші Н. Ленау (1995), «Щасливші мої листи…» (І. Мазепа до Мотрони Кочубеївні) (1998), «В тиші вечірній» на вірші О. Романовського (2003);
- Музика до драматичних вистав — «Останні дні» М. Булгакова (1974), «Макбет» В. Шекспіра (1986), «Останнє літо» К. Сімонова (1977), «Межа можливого» І. Герасимова, «Дві стріли» О. Володіна, «Шутніки» О. Островського (1985), «Санітарний день» О. Коломійця (1983), «Тобі, до запитання» М. Ентіна (1986), «Загадка дома Верн'є» А. Крісті (1992), «Остання жертва» О. Островського (1999), «Хітроумна закохана» Лопе де Вега (1999), «Міщанин-дворянин» Ж. Мол'єра (1998), «Королівські ігри» Г. Горіна (1998), «Віндзорські насмішниці» В. Шекспіра (2000), «Блажений острів» М.Куліша (2002), «Тіль» Г. Горіна (1998), «Доходне місце» О. Островського (2007) та інші (близько 40);
- Фондові записи Українського Національного радіо — Концерт для віолончелі з оркестром № 2, кантати «Весняні пасторалі», «Salve regina», соната для скрипки та фортепіано, соната для альта та фортепіано (пам'яті Д. Клебанова), вокальні цикли: «Полночні пісні» на вірші Г. Ахматової, «Вірую» на вірші С. Сапеляка, «Чотири українських пісні», камерна кантата на вірші Данте «Во имя Госпожи Любви», пісні: «У нашіх серцях ми гартуємо сталь», «Срібний човен», «Під музику вітра», «Кіт на млині», «Інтродукція і токата» для фортепіано.